# 1172 Äneas
1172 Äneas sau 1172 Eneas este un asteroid troian jovian. A fost descoperit de astronomul Karl Wilhelm Reinmuth la 17 octombrie 1930, la Observatorul Königstuhl, lângă Heidelberg în Germania.

## Caracteristici
Asteroidul își împarte orbita în jurul Soarelui cu planeta Jupiter, în punctul  Lagrange L5, adică este situat cu 60° în urma lui Jupiter.
Calculele făcute după observațiile făcute de IRAS îi acordă un diametru de circa 143 de kilometri.

## Denumirea asteroidului
Numele său face referire la Enea, prințul troian, cunoscut din Iliada de Homer și din Eneida de Vergilius. Denumirea sa provizorie era 1930 UA.